# Amsonia
Amsonia (Amsonia tabernaemontana) är en art i familjen oleanderväxter från nordcentrala och östra USA. Den odlas ibland som trädgårdsväxt i Sverige.
Amsonia är en flerårig ört som innehåller vit mjölksaft. Den kan bli över metern hög och har en förvedad rotstock. Stjälkarna är ogrenade eller förgrenade mot toppen, de är kala. Bladen blir 6–15 cm långa och 1–5 cm breda, de sitter strödda och har bladskaft som är under 1 cm långa eller saknas helt. Bladskivorna är kala, lansettlika till äggrunda eller avlångt elliptiska, utdraget spetsiga, cirka 8 cm långa och 3 cm breda, något daggiga på undersidan och glanslöst gröna på ovansidan. Bladkanterna är cilierade. Blommorna sitter i glesta kvastar som blir ca 8 cm långa. Foderflikarna är kala. Kronan är femflikig, ljust purpurblå, något hårig på utsidan, flikarna är ca 1 cm långa. Frukten består av ett par karpeller som blir ca 10 cm långa med jämn yta.

## Varieteter
Två varieteter kan urskiljas:
- var. tabernaemontana - har äggrunda eller avlångt elliptiska blad som blir 2,2–5 cm breda, ibland med något hårig undersida.

- var. salicifolia - har lansettlika eller avlångt elliptiska blad som blir 1-2,5 cm breda, med kal undersida.

## Liknande arter
En liknande art är Ozark-amsonia (A. illustris) som dock har något smalare, glänsande blad, täta blomställningar, håriga foderflikar och nästan ledade karpeller. Texas-amsonia (A. ciliata) har helt smala blad och kal krona.

## Synonymer
var. tabernaemontana
- Amsonia amsonia (L.) Britton, nom. inadmiss.

- Amsonia glaberrima Woods.

- Amsonia latifolia Michx., nom. illeg.

- Amsonia rigida Shuttlew. ex Small

- Amsonia tristis Sm.

- Tabernaemontana amsonia L.

- Tabernaemontana humilis Salisb., nom. illeg.

- Tabernaemontana latifolia (Michx.) Parm., nom. illeg.

var. salicifolia (Pursh) Woods
- Amsonia salicifolia Pursh

- Amsonia tabernaemontana var. gattingeri Woods.